# Stericta aeruginosa
Stericta aeruginosa är en fjärilsart som beskrevs av Lucas 1894. Stericta aeruginosa ingår i släktet Stericta och familjen mott. Inga underarter finns listade i Catalogue of Life.